# Weisel (Rhein-Lahn-Kreis)

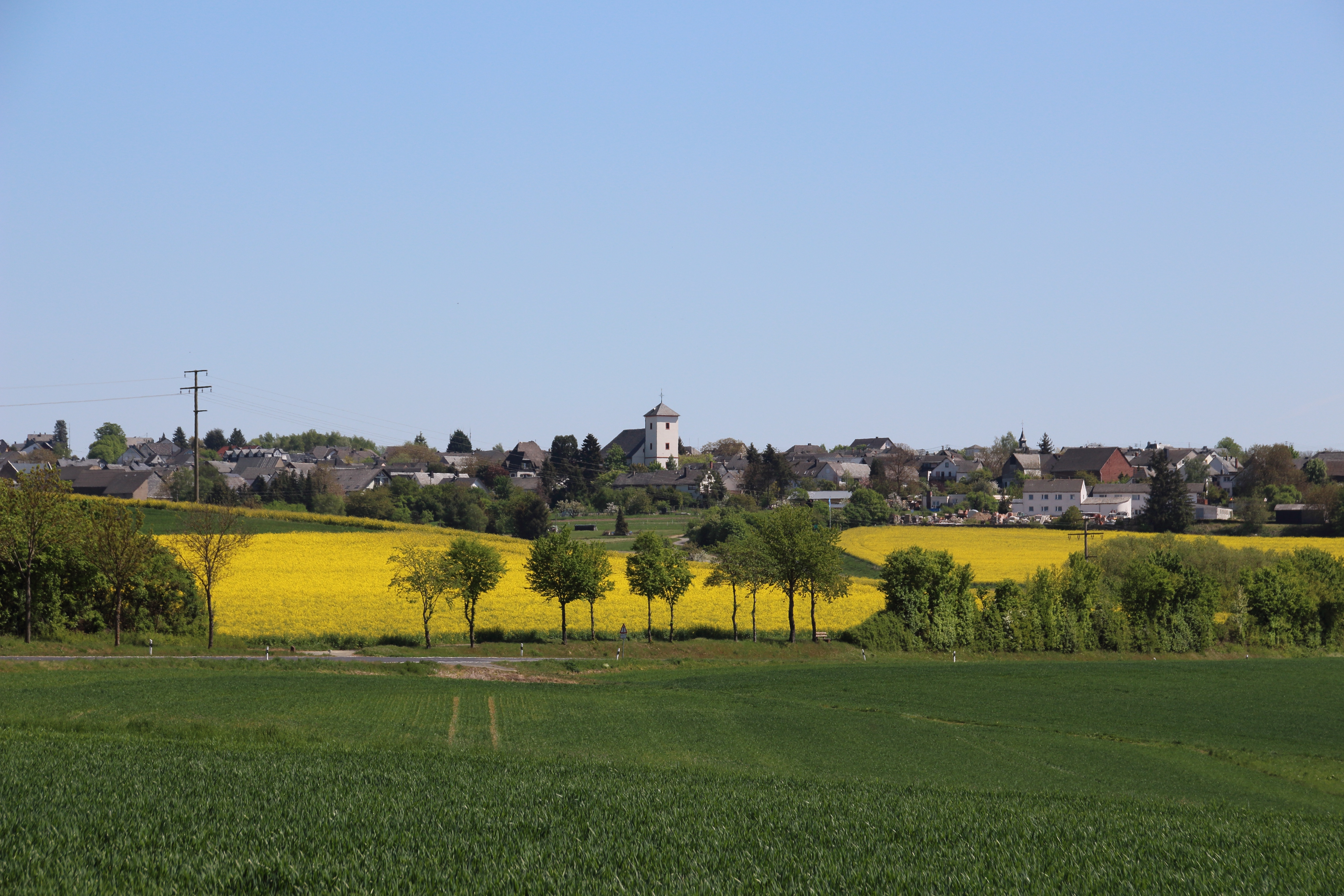
Ansicht von Weisel

Weisel ist eine Ortsgemeinde im Rhein-Lahn-Kreis in Rheinland-Pfalz. Sie gehört der Verbandsgemeinde Loreley an, die ihren Verwaltungssitz in St. Goarshausen hat.

## Geographie

### Geographische Lage
Weisel liegt auf den Taunushöhen, in 400 m ü. NHN auf einem Höhenrücken, der sich hier teilt, in südwestlicher Richtung über den Nachbarort Dörscheid auf kürzestem Weg zum Mittelrheintal zielt und in nordwestlicher Richtung über den Nachbarort Bornich zum Loreleyplateau führt, das fünf Kilometer entfernt liegt. Das Gebiet von Weisel gehört zur naturräumlichen Untereinheit Mittelrheintaunus.
Der Höhenrücken um Weisel ist unbewaldet und wird überwiegend landwirtschaftlich genutzt. Der Gemeindewald liegt größtenteils im Norden und Nordosten jenseits des Harbachs. Im Norden wird die Gemarkung begrenzt von dem Krummebach, einem linken Zufluss des Forstbachs, der bei Sankt Goarshausen in den Rhein mündet. Im Südosten reicht sie bis zur ehemaligen Schiefergrube Glückauf im oberen Tiefenbachtal, das über Sauerthal zur Wisper bei Lorch (Rheingau) führt. Im Süden endet die Gemarkung, zwei Kilometer vom Rhein entfernt, im oberen Blüchertal und schließt noch den Victoriastollen, der dem Schieferabbau diente, und den Heiligenberg mit ein.
Die tiefsten Lagen des Gemeindegebietes sind im Süden das Holzbachtal unterhalb des Victoriastollens mit 280 m ü. NHN und im Norden das Forstbachtal vor der Heppenhofmühle mit 290 m ü. NHN. Die höchste Stelle ist im Osten mit 444 m ü. NHN dort, wo der Gemeindewald den Weiseler Höhenrücken bedeckt.

### Wohnplätze
Zu Weisel gehören auch die Wohnplätze Brühlhof, Grube Glückauf, Harbacher-Mühle, Jagdhaus, Magdalenenhof, Viktoriastollen (teilweise), Hof Buchenau und Kreuzhöherhof.

### Nachbargemeinden
Bornich, die Loreleygemeinde, liegt zwei Kilometer weiter westlich, Dörscheid und Kaub liegen im Südwesten in jeweils drei Kilometer Entfernung, Rettershain liegt drei Kilometer weiter im Nordosten. Mit Lipporn im Nordosten und Reitzenhain im Norden, beide etwa vier Kilometer entfernt, bestehen zwar kurze gemeinsame Grenzen, jedoch keine direkte Straßenverbindung.

### Klima
„Der Ort ist etwas winterisch und rauh, jedoch ziemlicher Maßen gesund“, so beschreibt ein Konventsprotokoll der reformierten Klasse Bacharach im Jahre 1607 das Dorf Weisel. (Lit.: Gemeinde Weisel (Hrsg.) et al., 1985)

## Geschichte

### Geschichtlicher Überblick
Weisel wird als Wizzelo erstmals 1128 in einer Schenkungsurkunde des Mainzer Erzbischofs Adalbert I. zugunsten des Mainzer Domkapitels erwähnt. Der Ort dürfte aber deutlich früher bestanden haben, da die nun übertragenen Geldeinkünfte noch von Wezilo herrührten, der von 1084 bis 1088 Mainzer Erzbischof war. Für eine Besiedlung der Gegend bereits in römischer Zeit spricht ein 1991 in der Nähe des Dorfes entdeckter römischer Grabhügel.
Die mittelalterliche Siedlung gehörte gemeinsam mit Dörscheid und Kaub zum Besitz der Herren von Falkenstein, bis ihnen Ludwig der II. von der Pfalz 1277 und 1289 diesen abkaufte und das pfälzische Unteramt Kaub bildete. Weisel erhielt am 23. März 1324 zusammen mit Caub von Kaiser Ludwig dem Bayer die Stadtrechte, entwickelte sich aber aufgrund seiner Lage und der nachfolgenden Ereignisse nicht nachhaltig zu einer Stadt. Die kurpfälzische Herrschaft brachte aber größere Freiheiten mit sich. Zusammen mit der Schwestergemeinde Dörscheid konnte ein Dorfgericht und ein sechsköpfiger Rat gebildet werden, deren Mitglieder mit Ausnahme des Schultheißen von den Bürgern gewählt wurden.
In den nachfolgenden Jahrhunderten wurde Weisel mehrfach schwer von Schicksalsschlägen getroffen. Im Jahr 1372 brannte Kurfürst Ruprecht I. den Ort in einer Fehde nieder. Die in den Jahren 1597 und 1613 wütende Pest rottete fast das gesamte Dorf aus. Anschließend brachte der Dreißigjährige Krieg großes Leid und Verwüstung über die Region. Von 1620 bis 1649 wechselten mehrfach die Besitzer, allein das Pfarrhaus wurde dreimal geplündert, Schule und Zehntscheune niedergebrannt. Im Jahr 1650 lebten in Weisel noch 37 Familien. Das Dorf bestand aus 31 Häusern und 23 Scheunen. Als Viehbestand zählte man 1 Pferd, 61 Ochsen und 45 Kühe.
Am 2. Dezember 1802 endete nach über 500 Jahren die Zugehörigkeit Weisels zur Kurpfalz, da diese aufgelöst wurde. Das bisher pfälzische Unteramt Kaub wurde mit Weisel Teil des 1806 neu gegründeten Herzogtums Nassau, ab 1817 zugeordnet dem Amt St. Goarshausen.
Mehrmals hatten schon große Brände das Dorf heimgesucht. 1810 wurden bei einer solchen Katastrophe 63 Gebäude (dies waren die Hälfte des Dorfes) in Schutt und Asche gelegt. Die letzten großen Dorfbrände sollten dann 1872 bis 1883 folgen.
Ein weiterer Rückschlag für die Bevölkerung war Blüchers Rheinübergang am Jahresanfang 1814, als dieser nach der Völkerschlacht bei Leipzig Napoleon verfolgte. Ca. 50.000 Soldaten zogen mit 15.000 Pferden plündernd durch Weisel. Der Schaden wurde auf 30.000 Gulden geschätzt. Die dreitägige Belagerung brachte aber nicht nur materielle Schäden, sondern Blüchers Truppen schleppten auch das Fleckfieber ein, an dem in der folgenden Zeit über 70 Menschen starben. 100 Jahre später wurde zur Erinnerung an den Rheinübergang ein Denkmalausschuss gegründet, der vom Weiseler Steinmetz Johannes Sipp (1857–1923) ein Blücherdenkmal errichteten ließ.
Im Jahr 1838 zählte man im Dorf 128 Wohnhäuser, und 200 Einwohner.
Nach der preußischen Annexion des Herzogtums Nassau kam Weisel zur neuen Provinz Hessen-Nassau.
Auch die beiden Weltkriege brachten über Weisel großes Leid. Im Zweiten Weltkrieg wurden viele Gebäude durch Bomben und Granaten zerstört. 98 Dorfbewohner mussten hierbei ihr Leben lassen – 17 blieben vermisst. Am 26. März 1945 rückten gegen vier Uhr nachmittags die ersten amerikanischen Truppen an, vollständig eingenommen wurde der Ort am 27. März. Nach der amerikanischen Besatzung gegen Ende des Zweiten Weltkrieges gehörte Weisel anschließend der französischen Zone an. Versorgungsschwierigkeiten, Wohnungsnot und die Unterbringung zahlreicher Flüchtlinge aus den Ostgebieten stellten die Bevölkerung vor große Probleme. 1946 kam Weisel durch die Verordnung der französischen Militärregierung zum damals neu gebildeten Land Rheinland-Pfalz.
Seit 1972 gehört Weisel der Verbandsgemeinde Loreley an, die ihren Verwaltungssitz in St. Goarshausen hat.

### Religion
Kirchlich gehörte Weisel ursprünglich zur Diözese Trier. Mit dem Verkauf ihrer Güter durch die Familie von Falkenstein wechselte 1277 auch das Patronatsrecht der Weiseler Kirche zur Kurpfalz, welche sie 1324 mit dem Zehnt dem Kloster Klarenthal bei Wiesbaden übertrug. Nach der Reformation und der Klosterauflösung 1559 fiel das Patronatsrecht wieder an die Kurpfalz. Die Religionszugehörigkeit der Weiseler Bevölkerung wechselte nun nach den Vorgaben des jeweiligen Landesherren zwischen dem lutherischen und den reformierten Bekenntnis, letzteres setzte sich schließlich durch. Nach dem Dreißigjährigen Krieg zogen katholische Neubürger zu, die eine neue katholische Gemeinde gründeten. Nachdem Versuche scheiterten, sich die Nutzung der Kirche wie in Kaub zu teilen, fiel die alte Kirche 1707 endgültig an die  reformierte Gemeinde, die Katholiken errichteten eine eigene Kapelle. Beide Kirchengebäude wurden im Laufe der Zeit baufällig und schließlich abgerissen, so dass Neubauten nötig wurden. Die reformierte, heute evangelische Andreaskirche wurde bis 1778 neu errichtet, die Katholiken weihten 1856 ihre neue Sebastianskapelle in der Altpforter Straße.

## Politik

### Gemeinderat
Der Gemeinderat in Weisel besteht aus 16 Ratsmitgliedern, die bei der Kommunalwahl am 9. Juni 2024 in einer Mehrheitswahl gewählt wurden, und dem ehrenamtlichen Ortsbürgermeister als Vorsitzendem. Auch bei den vorangegangenen Wahlen wurden die Ratsmitglieder in einer Mehrheitswahl gewählt. Bei der Wahl 2009 wurden die Ratsmitglieder dagegen in personalisierten Verhältniswahl gewählt, weil mehrere Wahlvorschläge eingereicht wurden.
Die Sitzverteilung im Gemeinderat:
| Wahl | SPD               | CDU               | FWG               | Gesamt   |
| ---- | ----------------- | ----------------- | ----------------- | -------- |
| 2024 | per Mehrheitswahl | per Mehrheitswahl | per Mehrheitswahl | 16 Sitze |
| 2019 | per Mehrheitswahl | per Mehrheitswahl | per Mehrheitswahl | 16 Sitze |
| 2014 | per Mehrheitswahl | per Mehrheitswahl | per Mehrheitswahl | 16 Sitze |
| 2009 | 8                 | 4                 | 4                 | 16 Sitze |
| 2004 | per Mehrheitswahl | per Mehrheitswahl | per Mehrheitswahl | 16 Sitze |

### Bürgermeister
Hubert Erdkamp wurde am 4. Oktober 2021 Ortsbürgermeister von Weisel.  Bei der Direktwahl am 26. September 2021 war der bisherige Erste Beigeordnete mit einem Stimmenanteil von 85,7 % gewählt worden. Bei der Direktwahl am 9. Juni 2024 wurde Erdkamp als einziger Bewerber mit 80,7 % für weitere fünf Jahre in seinem Amt bestätigt.
Erdkamps Vorgänger waren Peter Schmelzeisen, der das Amt im Juni 2019 übernommen, es aus gesundheitlichen Gründen aber zum 31. März 2021 niedergelegt hatte, sowie zuvor Ottmar Kappus (SPD), der 16 Jahre Ortsbürgermeister war.

### Wappen
| Wappen von Weisel | Blasonierung: „Das Wappen zeigt ein silbernes Andreaskreuz auf blauem Grund“ |
| Wappen von Weisel | Wappenbegründung: Das Andreaskreuz ist das Symbol des Kirchenpatrons St. Andreas und weist auf die Verbindung zur Bacharacher Kirche, ehemals zugehörig zum Kölner St. Andreas-Stift, hin. Die Farben Silber und Blau rühren von der über 500-jährigen Zugehörigkeit zur Kurpfalz her. Das aktuelle Wappen der Gemeinde wurde am 18. August 1937 durch den Oberpräsidenten der Provinz Hessen-Nassau verliehen. |

## Kultur und Sehenswürdigkeiten
Auf den stark bewaldeten Taunushöhen um Weisel kann man durch die Wiesen und Wälder wandern, dazu sind eine Vielzahl von Wanderwegen ausgewiesen. Die Rekonstruktion eines römischen Hügelgrabes (Tumulus) aus dem 2. Jahrhundert kann besichtigt werden.
Außerhalb des Ortes befindet sich das Bodendenkmal der früheren Befestigungsanlage Schanze Weisel.

### Museen
Auf Freunde der Technik aus alten Zeiten warten das Motorradmuseum und das „kleine Feuerwehrmuseum“.

### Musik
Mehrere Vereine befassen sich im Dorf mit Musik.
Es gibt den Evangelischen Posaunenchor Weisel, den Spielmannszug Weisel, den Männergesangverein und den Frauenchor. Des Weiteren hat sich über die Grenzen von Weisel hinaus die A-cappella-Gruppe „Die Singenden Feuerwehrmänner“ einen Namen gemacht.

### Bauwerke

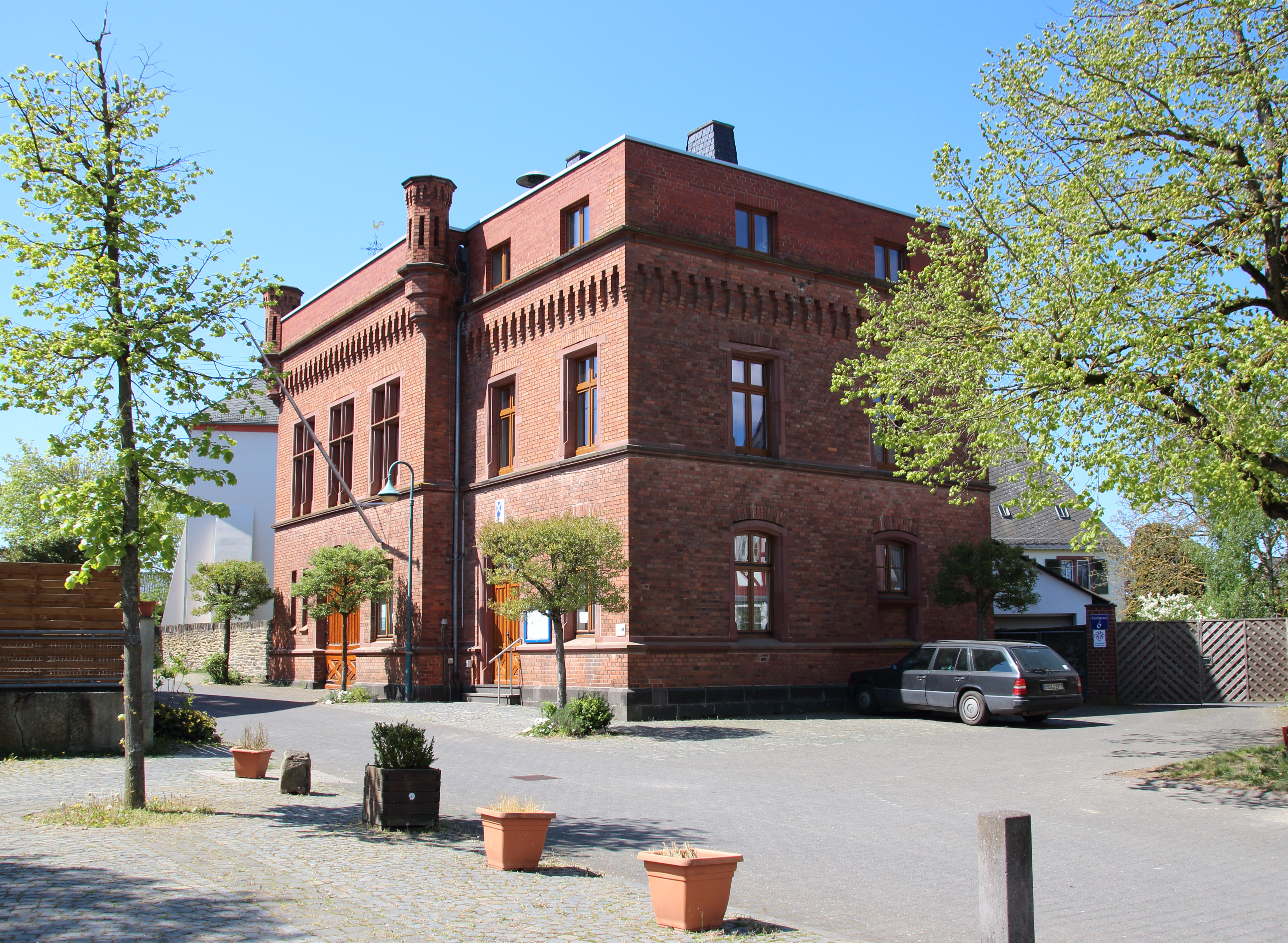
Rathaus von Weisel

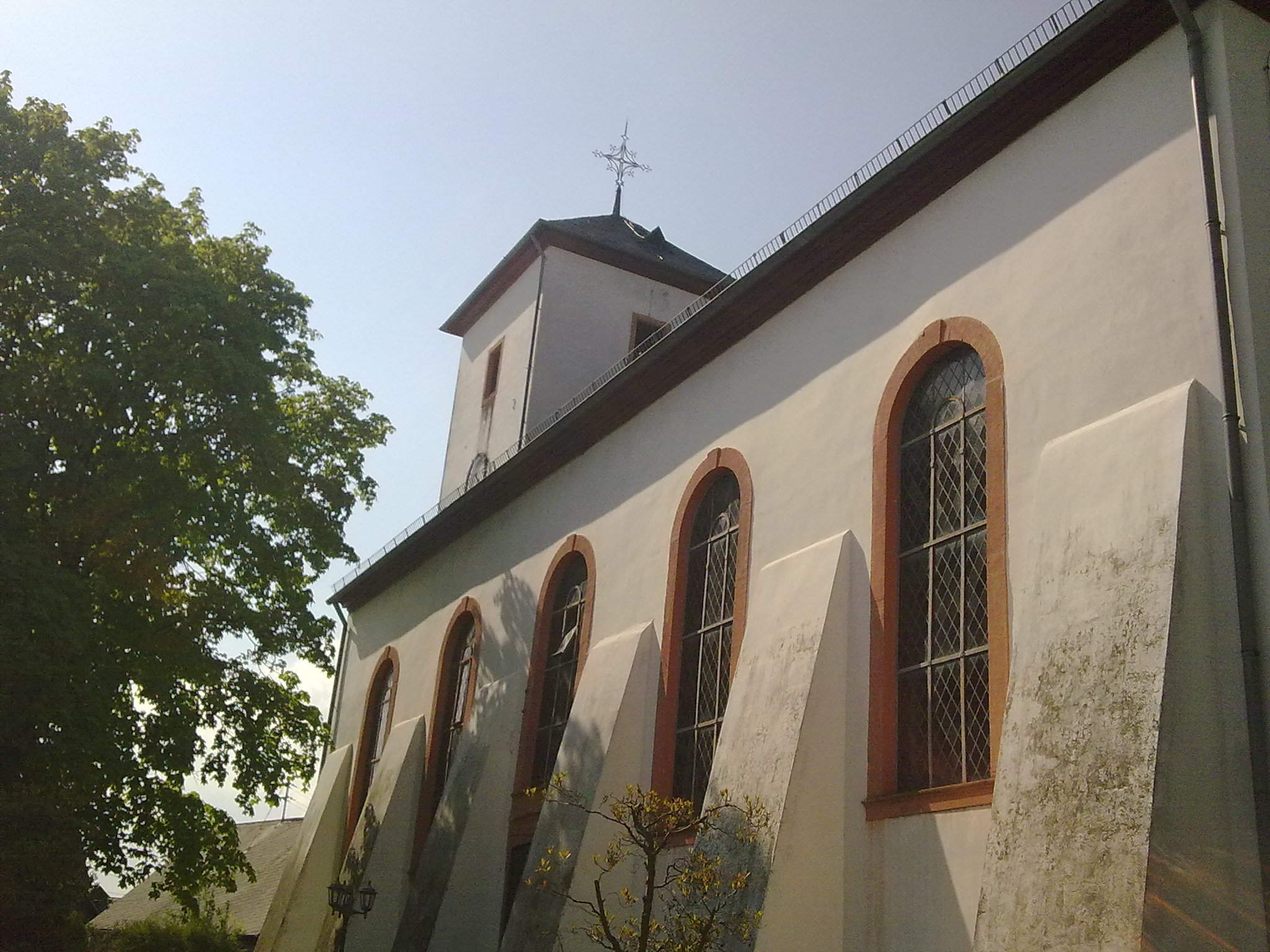
Die Ev. Andreaskirche in Weisel

Architektonisch fallen in Weisel vor allem das aus roten Backsteinen errichtete Rathaus, die evangelische Andreaskirche, die katholische Kapelle und die Fachwerkbauten im Ortskern auf. Typisch sind die mit Schiefer verkleideten Fassaden und die mit Schiefer gedeckten Dächer.
Siehe auch: Liste der Kulturdenkmäler in Weisel

### Naturdenkmäler
Wahrzeichen der Gemeinde war die „alte Linde“, ein jahrhundertealter Lindenbaum, in Weisel auch Lennebaam genannt. Am 27. Juli 2005 brach in den Abendstunden ein Unwetter über Weisel herein, das der Lindenbaum nicht überstanden hat. Es steht nur noch ein gut 2 Meter hoher Stumpf des einstmals etwa 40 Meter hohen Baums.
Siehe auch: Liste der Naturdenkmale in Weisel

### Sport
Der Turnverein Weisel ist der Verein mit der größten Mitgliederzahl in Weisel. Es wird eine Vielzahl verschiedener Sportarten angeboten. Der Turnverein verfügt über eine erfolgreiche Leichtathletikabteilung und eine große Faustballabteilung mit einer Herrenmannschaft, die in der Faustballbundesliga spielt. 2012 richtete der TV Weisel die Deutschen Meisterschaften der Männer und Frauen im Feldfaustball aus.

### Regelmäßige Veranstaltungen
Jährlich finden zwei große Feste statt: der Weiseler Markt (letztes Wochenende im Mai) und die Oktoberkerb (drittes Wochenende im Oktober).

## Wirtschaft und Infrastruktur

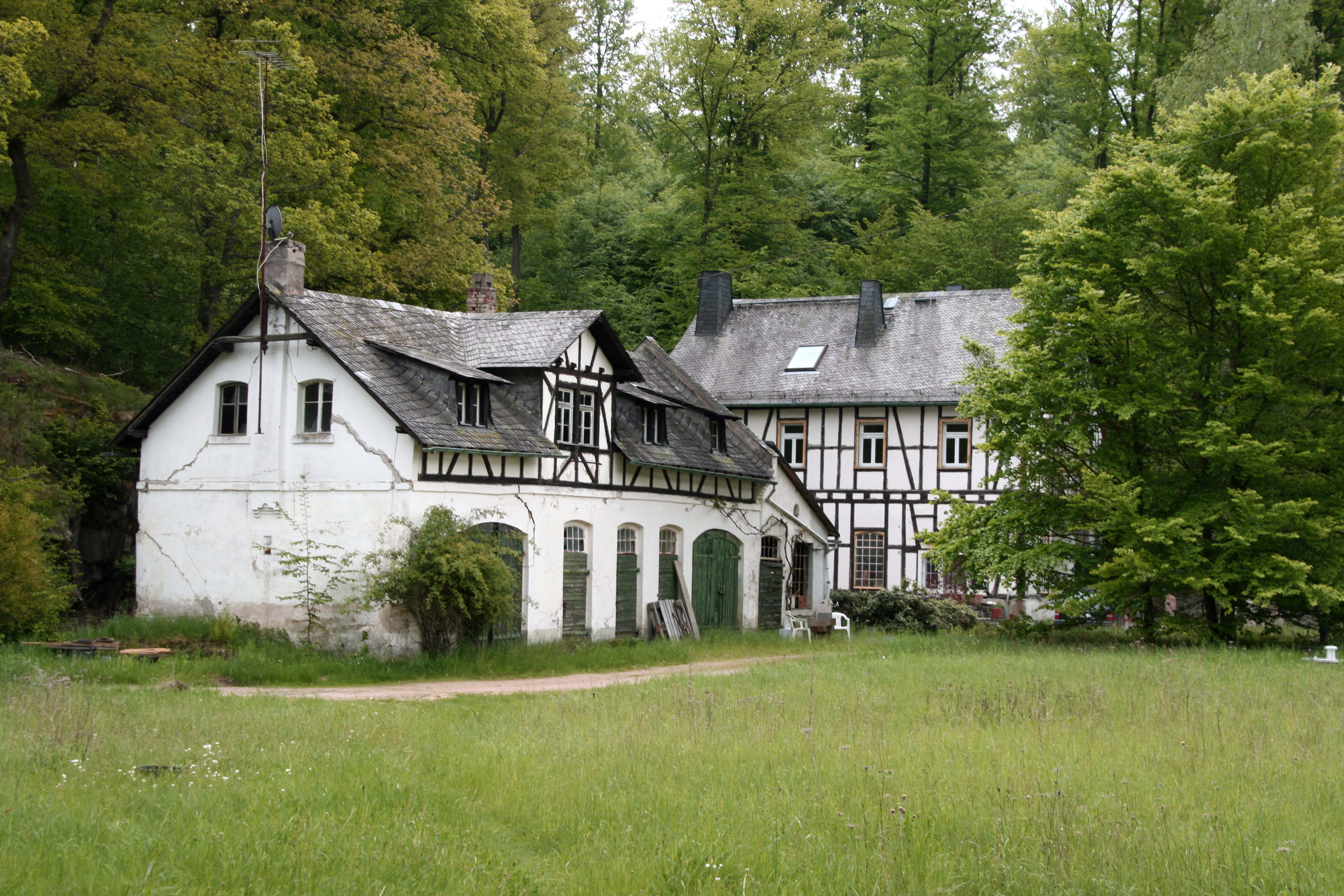
Gebäude der ehemaligen Grube Kreuzberg-Wilhelmsberg

Bis vor wenigen Jahren noch lebten die Menschen hier von der Landwirtschaft und dem Schieferbergbau.
Dachschiefer wurde in Weisel bereits seit dem 19. Jahrhundert zunächst im Tagebau, später auch unter Tage gefördert. Abgebaut wurden die Lagerstätten des Kauber Zuges von der Grube Eckert (später Grube Glückauf) bis 30. Mai 1959 und der Grube Kreuzberg-Wilhelmsberg bis zum 28. November 1980. Mit Stilllegung der Grube Kreuzberg wurde die letzte Schiefergrube am Mittelrhein geschlossen.
Die Forstwirtschaft im Gemeindewald ist für die Gemeinde eine wichtige Einnahmequelle.

### Verkehr
Weisel ist aus drei Richtungen über Landstraßen erreichbar. Die L 339 führt von Südwesten, von der Bundesstraße 42 ausgehend, vom Rhein durch Kaub und das Blüchertal nach Weisel und über den Höhenrücken weiter nach Osten zur L 337, die über Rettershain die Verbindung nach Nastätten im Norden und über Ransel nach Lorch im Süden herstellt. Ferner bietet die L 338 von Weisel aus eine Verbindung nach Nordwesten über Bornich zur Loreley und nach Sankt Goarshausen. Schließlich ist noch Dörscheid im Südwesten über die K 99 erreichbar. Die nächste Bahnstation ist der Bahnhof Kaub auf der rechten Rheinstrecke.

### Ansässige Unternehmen
Mehrere Betriebe sind im Bereich Forsttechnik und Holzverwertung tätig. Neben größeren Betrieben im Bereich Maschinenbau und Elektrotechnik, deren Erzeugnisse und Entwicklungen auch international von Bedeutung sind, gibt es in Weisel auch kleinere Handwerksbetriebe, darunter Dachdecker, Bauunternehmen und Maler. Mehrere Gewerbebetriebe, Bäcker und Metzger sorgen für eine Grundversorgung der Einwohner. Auch im Bereich Gastronomie gibt es mehrere Angebote.

### Öffentliche Einrichtungen
Die Gemeindebücherei bietet allen Bürgerinnen und Bürgern aus Weisel und der Region etwa 2000 Bücher, Audio-, Video- und Datenmedien, sowie Zeitschriften, zur Ausleihe. Die Bücherei ist im Rathaus untergebracht.

## Persönlichkeiten
- Georg Graßmann (1825–1901), Bürgermeister und Mitglied des Nassauischen Kommunallandtags
- Christian Kappus (1882–1945), Mittelschullehrer, Sprachforscher, Ehrensenator der Universität Marburg
- Wilhelm Schmelzeisen (1909–1944), Studienrat, Genealoge[28]
- Karl Dienst (1930–2014), Oberkirchenrat, Kirchenhistoriker
- Margret Drees geb. Knecht (* 1937), Schriftstellerin, aufgewachsen in Weisel
- Hiltraud Strunk geb. Schmelzeisen (* 1938), Sprachwissenschaftlerin, aufgewachsen in Weisel
- Helmut Schmelzeisen, Chirurg (1940–2020), Pionier der Endoprothetik in Deutschland, aufgewachsen in Weisel[29]
- Günter Kern (* 1956), Landrat, Staatssekretär
- Margit Göttert, Soziologin, Heimatforscherin
- Ramona Kappus (* 1992), Mittelrhein-Weinkönigin 2011/12